# Cuangoblemma machadoi
Genre
Espèce
Cuangoblemma machadoi, unique représentant du genre Cuangoblemma, est une espèce d'araignées aranéomorphes de la famille des Tetrablemmidae.

## Distribution
Cette espèce est endémique d'Angola.

## Publication originale
- Brignoli, 1974 : Tetrablemmidae (Araneae) dell'Angola e della Zaire. Publicaçoes culturais da Companhia de Diamantes de Angola, vol. 88, p. 177-196.